# Wei-Chung Wang
Wei-Chung Wang (né le 25 avril 1992 à Taitung, Taïwan) est un lanceur gaucher de baseball.

## Carrière
Wei-Chung Wang signe en 2011 un contrat avec les Pirates de Pittsburgh, qui le recrute à Taïwan, mais le club révise le contrat à la baisse lorsqu'il s'aperçoit que le lanceur a besoin d'une opération de type Tommy John pour une blessure au coude. Par conséquent, Wang rate toute la saison 2012 et fait ses débuts dans les mineures au niveau recrue en 2013. Il fait bien avec le club-école des Pirates dans la Gulf Coast League avec une moyenne de points mérités de 3,23 en 47 manches et un tiers lancées lors de 11 matchs joués comme lanceur partant et un comme lanceur de relève. Pittsburgh perd cependant le gaucher au profit des Brewers de Milwaukee lors du repêchage de la règle 5 du 12 décembre 2013.
Le lanceur gaucher de 21 ans fait suffisamment bien au camp d'entraînement des Brewers en 2014 pour amorcer la saison régulière dans l'effectif, même s'il n'a jamais joué plus haut que le niveau recrue des ligues mineures. Assigné à l'enclos de relève, Wang fait ses débuts dans le baseball majeur pour Milwaukee le 14 avril 2014 contre les Cardinals de Saint-Louis. Il est le premier joueur taïwanais de l'histoire de la franchise.
Il lance 17 manches et un tiers en 14 sorties pour Milwaukee en 2014, puis ne refait surface avec l'équipe qu'en 2017, alors qu'il lance une manche et un tiers et affronte 9 frappeurs en 8 sorties. Au total, en 22 matchs et 18 manches et deux tiers lancées pour les Brewers, il accorde 25 points, dont 23 points mérités, sur 35 coups sûrs et 7 coups de circuit, pour une moyenne de points mérités de 11,09.